# Lothar Körner
Lothar Körner (* 16. Mai 1883 im Deutschen Reich; † 6. März 1961 in Berlin-Wilmersdorf, bürgerlich Lothar Zahn) war ein deutscher Schauspieler bei Bühne und Film mit Ausflügen zur Theaterregie.

Lothar Körner

## Leben und Wirken
Körner erhielt zur Jahrhundertwende seine künstlerische Ausbildung bei Cord Hachmann und begann anschließend Theater zu spielen. Bis 1905 wirkte er am Münchner Volkstheater und im westpreußischen Bromberg, ehe er ans Berliner Theater in die Reichshauptstadt wechselte. In diesen frühen Jahren belegte Körner das Fach des Charakterhelden und spielte unter anderem in William Shakespeares Werken Coriolan und Othello sowie in Friedrich Schillers Wallenstein die Hauptrollen. Nach einem Zwischenspiel im elsässischen Straßburg wurde Körner von Max Reinhardt an das von ihm geleitete Deutsche Theater Berlin geholt.
Hier verpflichtete der dänische Filmregisseur Stellan Rye ihn und mehrere seiner Kollegen vom Deutschen Theater, darunter Paul Wegener, Grete Berger und Lyda Salmonova, für zentrale Rollen in vier seiner kurz hintereinander im Frühling/Sommer 1913 abgedrehten Inszenierungen. Körner spielte den Grafen Schwarzenberg in Ryes legendärer Der Student von Prag-Inszenierung, den ebenso mysteriösen wie verkrüppelten Antiquitätenhändler Coppilander in einer weiteren Schaugeschichte, Die Augen des Ole Brandis, den treulosen Liebhaber Franz Lohmann in dem Gesellschaftsdrama Gendarm Möbius und eine Vaterrolle in Evinrude. Trotz dieses famosen Einstands blieb Körner weiterhin primär ein Mann des Theaters.
Erst 1920 kehrte Lothar Körner zum Film zurück, als er zu diesem Zeitpunkt einer Verpflichtung an das Städtische Theater in Leipzig nachkam und in dort hergestellten, kulturhistorisch bedeutungslosen Kinoproduktionen wie Die Teppichknüpferin von Bagdad auftrat. 1923 spielte er in der Uraufführung von Bertolt Brechts Baal im Alten Theater in Leipzig die Titelrolle. Körner war anschließend in Theater in der deutschen Provinz, z. B. in Nürnberg, präsent und kehrte Ende der 1920er-Jahre nach Berlin zurück. Dort war er bis 1931 kurzzeitig erneut am Berliner Theater beschäftigt, diesmal allerdings als Spielleiter. 1931/32 wirkte Körner als Schauspieler am Deutschen Nationaltheater am Schiffbauer Damm, anschließend für eine Spielzeit als Oberspielleiter am Dresdner Albert-Theater. Zu Beginn der NS-Zeit wurde Körner kurz ans Deutsche Theater Berlin geholt, wo er erneut Regie führen durfte. Zeitgleich inszenierte er auch an einer Marburger Sommerbühne. Mit Kleinstrollen nahm Körner auch seine Filmkarriere wieder auf. 1936 war er einer von mehreren Sprechern beim propagandistischen Blut-und-Boden-Film Ewiger Wald.
Ab Ende der 1930er Jahre wirkte Lothar Körner an den verschiedensten, zumeist minder wichtigen Berliner Spielstätten; so z. B. am Theater der Jugend und dem Nationaltheater Friedrichshagen, bis zu der von Joseph Goebbels verfügten Schließung aller deutschen Theater im Sommer 1944, aber auch in Heinrich Georges bedeutendem Schiller-Theater. Im Schiller-Film von 1940 erhielt Körner auch seine letzte, winzige Filmrolle: Er spielte einen Buchhändler. Unmittelbar vor Ausbruch des Zweiten Weltkriegs sah man Körner überdies im Rahmen der Heidelberger Festspiele. Körner stand 1944 in der Gottbegnadeten-Liste des Reichsministeriums für Volksaufklärung und Propaganda.
Die ersten Jahre nach 1945 war Lothar Körner in der ostdeutschen Provinz zu sehen; er gehörte den Ensembles des Mecklenburgischen Staatstheater Schwerin und der Parkbühne Leipzig an. Zu Beginn der 1950er Jahre bis zur Vollendung seines 70. Geburtstags fand Körner ein karges Auskommen beim Veranstaltungsring für Westberlin. Anschließend zog er sich ins Privatleben nach Berlin-Wilmersdorf zurück.

## Filmografie
- 1913: Der Student von Prag
- 1913: Die Augen des Ole Brandis
- 1913: Gendarm Möbius
- 1913: Evinrude
- 1920: Satan Diktator
- 1920: Die Teppichknüpferin von Bagdad
- 1920: Zopf und Turban
- 1929: Die Drei um Edith
- 1932: Die verkaufte Braut
- 1935: Das Mädchen Johanna
- 1935: Liselotte von der Pfalz
- 1936: Ewiger Wald
- 1937: Condottieri
- 1938: Pour le Mérite
- 1939: Legion Condor (unvollendet)
- 1940: Friedrich Schiller